# 埃伯施塔尔策尔
埃伯施塔尔策尔是奥地利上奥地利州韦尔斯兰县的一个市镇。总面积27.6平方公里，总人口2243人，人口密度81.3人/平方公里（2005年）。